# إدي ماي (لاعب كرة قدم)
إدي ماي (بالإنجليزية: Eddie May)‏ (19 مايو 1943 في المملكة المتحدة - 14 أبريل 2012 في المملكة المتحدة) هو مدرب كرة قدم ولاعب كرة قدم بريطاني في مركز الدفاع. لعب مع سوانزي سيتي ونادي ريكسهام ونادي ساوثيند يونايتد ونادي داغنهام ‏ وشيكاغو ستينغ.

## وصلات خارجية
- إدي ماي على موقع قاعدة بيانات كرة القدم.إي يو (الإنجليزية)
- إدي ماي على موقع Soccerbase.com (مدرب) (الإنجليزية)